# کانتاکس ۲
کانتاکس ۲ (به انگلیسی: Contax II) یک دوربین عکاسی تک‌لنزی بازتابی ساخت شرکت کارل‌زایس است.